# 6デイズ/7ナイツ
『6デイズ/7ナイツ』 (シックスデイズ セブンナイツ、Six Days Seven Nights) は、1998年のアメリカ映画。

## 概要
南海の無人島に不時着した男女の脱出劇を、コミカルに描くアクション映画。
なお、『スター・ウォーズ・シリーズ』のパロディ映画『ファンボーイズ』では、ハリソン・フォードについての談義が弾む車中で「ハン・ソロとインディアナ・ジョーンズを演じた役者だ! 駄作なんか1本もないぜ!」と豪語する後方に、本作の看板が大写しになる。

## ストーリー
雑誌編集者ロビンと彼女の婚約者フランクは7泊6日の太平洋へバカンスに出かけることとなったが、搭乗したチャーター機は今にも壊れそうな年代物であった。やがて機は無事にマカテア島へ着いたものの、ロビンに急な仕事が入り、彼女はパイロットのクインと共にタヒチまで戻ることとなった。
その途中でチャーター機が落雷に合い故障、無人島へ不時着してしまう。性格の相性が最悪のロビンとクインは互いに喧嘩ばかり。ロビンにかまわずクジャクを捕まえてトロピカルジュースをかけて丸焼きにする。島を探索する途中、観光ツアーのトを見つけて追いかけるが、海賊が襲い、なんとか振り切ると旧日本軍機の残骸を発見した。そのフロートを利用してチャーター機の補修をするうち、次第に惹かれあっていく。
その頃、フランクは必死に探すのだが、クインの友人アンジェリカと激しい夜をすごす。
完成したと安堵したら、海賊船が襲ってきて、大砲を交わしながら飛び立つ。クインがケガをしてロビンが操縦桿を握り、自分たちの追悼会が開かれているビーチに辿り着く。

## 登場人物
- クイン・ハリス

パイロット。強気で野性的。
- ロビン・モンロー

ニューヨークの新聞記者。女性雑誌「DAZZLE」の副編集長をしている。フランクとは恋人だが次第にクインに惹かれるようになる。
- フランク・マーティン

ロビンの恋人。ロビンとの仲を深めようと旅行を計画する。しかし、アンジェリカと一夜を共にする。
- アンジェリカ

クインの友人。副操縦士。セクシーでフランクを魅了する。

## キャスト
| 役名                   | 俳優                       | 日本語吹替                                  | 日本語吹替 | 日本語吹替                                                                     |
| 役名                   | 俳優                       | ソフト版                                    | フジテレビ版 | 日本テレビ版                                                                   |
| ---------------------- | -------------------------- | ------------------------------------------- | --- | ------------------------------------------------------------------------------ |
| クイン・ハリス         | ハリソン・フォード         | 磯部勉                                      | 羽佐間道夫 | 村井国夫                                                                       |
| ロビン・モンロー       | アン・ヘッシュ             | 深見梨加                                    | 高乃麗 | 石塚理恵                                                                       |
| フランク・マーティン   | デヴィッド・シュワイマー   | 堀内賢雄                                    | 牛山茂 | 木下浩之                                                                       |
| アンジェリカ           | ジャクリーン・オブラドーズ | 冨永みーな                                  | 田中敦子 | 雨蘭咲木子                                                                     |
| ジャガー               | テムエラ・モリソン         | 大友龍三郎                                  | 谷口節 | 辻親八                                                                         |
| マージョリー           | アリソン・ジャネイ         | 沢田敏子                                    | 沢田敏子 | 小宮和枝                                                                       |
| フィリップ・サンクレア | ドゥジャス・ウェストン     | 鈴木勝美                                    | |                                                                                |
| キップ                 | クリフ・カーティス         | 宇垣秀成                                    | |                                                                                |
| ピアース               | ダニー・トレホ             | 宝亀克寿                                    | |                                                                                |
| その他                 | N/A                        | 桜井敏治 吉田美保 本間ゆかり 加藤優子       | 坂東尚樹 田原アルノ 岩崎ひろし 福田信昭 藤本譲 秋元羊介 石井隆夫 木藤聡子 引田有美 三浦智子 池本小百合 田尻ひろゆき | 桐本琢也 落合弘治 谷昌樹 小島敏彦 多緒都 河内麻友子 矢野裕子 竹田雅則 津川祝子 |
| 日本語版制作スタッフ   |                            |                                             | |                                                                                |
| 演出                   | 演出                       | 小山悟                                      | 伊達康将 | 佐藤敏夫                                                                       |
| 翻訳                   | 翻訳                       | 木村純子                                    | 松崎広幸 | 松崎広幸                                                                       |
| 調整                   | 調整                       | 蝦名恭範                                    | | 高久孝雄                                                                       |
| 録音                   | 録音                       | 蝦名恭範                                    | | オムニバス・ジャパン                                                           |
| 効果                   | 効果                       |                                             | | サウンドボックス                                                               |
| 制作                   | 制作                       | Disney Character Voices International, Inc. | 東北新社 | 東北新社                                                                       |

- ソフト版：1999年6月17日発売。DVD・VHS収録。
- フジテレビ版：初回放送2001年10月13日21:03-22:54 『ゴールデンシアター』
- 日本テレビ版：初回放送2004年2月6日21:03-22:54 『金曜ロードショー』